# Zilla (kaiju)
Zilla (ジラ Jira) è un kaijū, un mostro misterioso, della serie Godzilla, il cui debutto avvenne nel film TriStar Godzilla. Inizialmente concepito come una versione americana di Godzilla, la Toho, la compagnia che detiene la proprietà intellettuale del personaggio, ribattezzò, ufficialmente nel 2004, il personaggio "Zilla".

## Caratteristiche

### Nome
Durante la produzione di Gojira - Final Wars, il regista Ryūhei Kitamura chiese al produttore Shogo Tomiyama il permesso di utilizzare nel film il Godzilla della TriStar. Fu rivelato che il contratto che Toho aveva sottoscritto con la Sony gli consentiva di usarlo, ma lo rinominarono "Zilla". La decisione avvenne in quanto, sia il regista che il produttore, immaginavano che la TriStar avesse levato il termine "God" ("Dio" in italiano) da Godzilla in quanto lo si voleva raffigurare come un semplice animale. Venne anche realizzata una parodia di prodotti contrafatti che usano -zilla come suffisso.
Dal 2004 in poi, dalla Toho, il nome "Zilla" venne considerato quale marchio commerciale. Questa variazione venne incorporata nei prodotti ufficiali sin dal suo Retcon in, Gojira - Final Wars.

### Sviluppo
Nel 1998, durante la produzione del film, il direttore degli effetti speciali Patrick Tatopoulos fu contattato dal regista Roland Emmerich per ri-disegnare Godzilla. Secondo Tatopoulos, l'unica istruzione fu di disegnare il personaggio come una creatura in grado di correre velocemente.
Il Godzilla originale venne concepito dall'artista degli effetti speciali Eiji Tsuburaya, gli artisti Akira Watanabe e Teizo Yoshimitsu, ed il regista Tomoyuki Tanaka come un dinosauro marino robusto con una postura eretta e plantigrada raffigurato da un attore in un costume di lattice. Seguendo le istruzioni di Emmerich, Tatopoulos lo disegnò come una snella iguana dotata di una coda tenuta libera dal suolo e con piedi digitigradi raffigurata attraverso la CGI. I tratti facciali del mostro includevano il prognatismo mascellare, ispirato da Shere Khan nel film Disney Il libro della giungla.
Il colore della pelle venne concepito per mimetizzare il personaggio in un ambiente urbano. Fu inizialmente deciso di raffigurarlo attraverso il motion capture, ma l'idea venne scartata quando le riprese mostrarono che il personaggio si muoveva troppo come un essere umano. Le scene con i Baby Godzilla utilizzarono una combinazione tra CGI ed attori in costume; in queste scene Godzilla venne interpretato da Kurt Carley.
Il produttore di Toho, Shogo Tomiyama, commentò sul nuovo look del mostro, affermando che era molto diverso da quello che si aspettava, e che fosse indeciso se appoggiarlo o no, siccome ormai fare modifiche cosmetiche sarebbe stato inutile. Sebbene il Godzilla di TriStar viene riferito con pronomi personali maschili nel film, Tatopoulos rivelò nel commentario del DVD che aveva scolpito genitali femminili sul modello CGI del mostro. Ma il produttore Dean Devlin, in un'intervista, confermò che la creatura non era una femmina
Nel film del 1998 e la serie animata che lo seguì, il Godzilla della TriStar venne raffigurato come una lucertola mutante territoriale, piscivora, alta 55 metri. Al contrario della maggior parte dei mostri di Toho, il Godzilla della TriStar non è immune alle armi convenzionali, dipendendo dalla sua astuzia e dalla sua agilità per evitare i nemici. È in grado di percorrere lunghe distanze sia in acqua che sulla terra, riproducendosi attraverso la partenogenesi, e potendo covare oltre 200 uova. Il Godzilla della serie animata però è sterile. L'incarnazione del film TriStar possiede un alito fiammabile, mentre quello della serie animata produce un raggio atomico che utilizza contro diversi nemici inventati per la serie, siccome i produttori non furono in grado di acquisire i diritti per gli altri personaggi della serie Toho. Il personaggio venne anche raffigurato nelle pubblicità di Taco Bell insieme al suo Chihuahua mascotte.
Il Godzilla della TriStar ebbe un cameo nel film della Toho, Gojira - Final Wars del 2004, dove viene nominato "Zilla". Il disegno del personaggio fu il prodotto attraverso la scansione in 3d d'un giocattolo della Trendmasters. Nel film, Zilla si scontra con il Godzilla della Toho, per dimostrare "chi dei due fosse il più forte". Zilla avrebbe nuovamente combattuto contro Godzilla nella serie a fumetti dell'IDW Publishing del 2013, intitolata Godzilla: Rulers of Earth.

## Accoglienza
L'aspetto e la raffigurazione del Godzilla della TriStar venne profondamente criticata. Il recensore Richard Pusateri della rivista G-Fan Magazine coniò l'acronimo GINO (Godzilla In Name Only) per distinguerlo dal Godzilla della Toho, mentre altri fan lo chiamarono il "Godzilla americano". La maggior parte delle critiche furono concentrate sul nuovo look di Godzilla, la sua codardia di fronte all'esercito, la mancanza d'un raggio atomico, il fatto che covasse le uova, e la sua debolezza contro i missili. Tali critiche furono espresse anche da Haruo Nakajima e Kenpachiro Satsuma, entrambi attori che raffigurarono Godzilla nei film giapponesi, e da Shūsuke Kaneko, regista della serie Gamera e futuro regista di Gojira Mothra King Ghidorah - Daikaijū sōkōgeki. Nakajima lo paragonò con un'iguana con gli arti di rana, mentre Satsuma dichiarò che al personaggio mancava lo spirito dell'originale. Kaneko osservò come il Godzilla statunitense fuggiva dalle forze militari invece di affrontarle, teorizzando che gli americani abbiano una difficoltà nell'accettare l'esistenza d'una creatura capace di resistere alle loro armi.
Invece, la versione animata del personaggio fu ben accolta, in quanto più simile al Godzilla originale giapponese, avendo questi la capacità di resistere alle armi convenzionali, di usare un raggio atomico, e di lottare contro altri mostri. Secondo la serie animata, anche il primo Godzilla avrebbe avuto a disposizione un raggio atomico di colore blu, in quanto viene utilizzato nel momento in cui viene trasformato in un cyborg, il cosiddetto Cyber-Zilla. Le critiche verso il Godzilla del regista Emmerich e il fallimento de Il grande Joe causarono però per diversi anni un calo di interesse per altre pellicole di questo genere particolare. Infatti, la produzione del film King Kong di Peter Jackson, venne ritardata fino al 2005. Infine, le scarse vendite di giocattoli basati sul personaggio furono la causa dell'annullamento di un progetto di commercializzazione di giocattoli basati sulla serie animata, e il motivo per cui fallì la Trendmasters.

## Apparizioni

### Filmografia
- Godzilla (1998, come Godzilla)
- Gojira - Final Wars (2004, come Zilla)

### Televisione
- Godzilla: The Series (1998-2000)

### Videogiochi
- Godzilla Online (CD-Rom - 1998)
- Godzilla (LCD - 1998)
- Godzilla: Virtual Shakin' (LCD - 1998)
- Godzilla Trading Battle (PlayStation - 1998)
- Godzilla Generations (Dreamcast - 1998)
- Godzilla: The Series (Game Boy Color - 1999)
- Godzilla: The Series - Monster Wars (Game Boy Color - 2000)
- Godzilla: Daikaiju Battle Royale (Online - 2012)
- Godzilla: Kaiju Collection (Mobile - 2015)

### Fumetti
- Godzilla: Rulers of Earth (IDW - 2013)
- Godzilla: Oblivion (IDW - 2016)